# Tengréla (ort i Burkina Faso)
Tengréla är en ort i Burkina Faso.   Den ligger i regionen Cascades, i den sydvästra delen av landet, 400 km sydväst om huvudstaden Ouagadougou. Tengréla ligger 277 meter över havet och antalet invånare är 3 908.
Terrängen runt Tengréla är platt åt sydost, men åt nordväst är den kuperad. Närmaste större samhälle är Banfora, 6,6 km sydost om Tengréla.
Omgivningarna runt Tengréla är en mosaik av jordbruksmark och naturlig växtlighet. Runt Tengréla är det ganska tätbefolkat, med 104 invånare per kvadratkilometer.